# プリエ

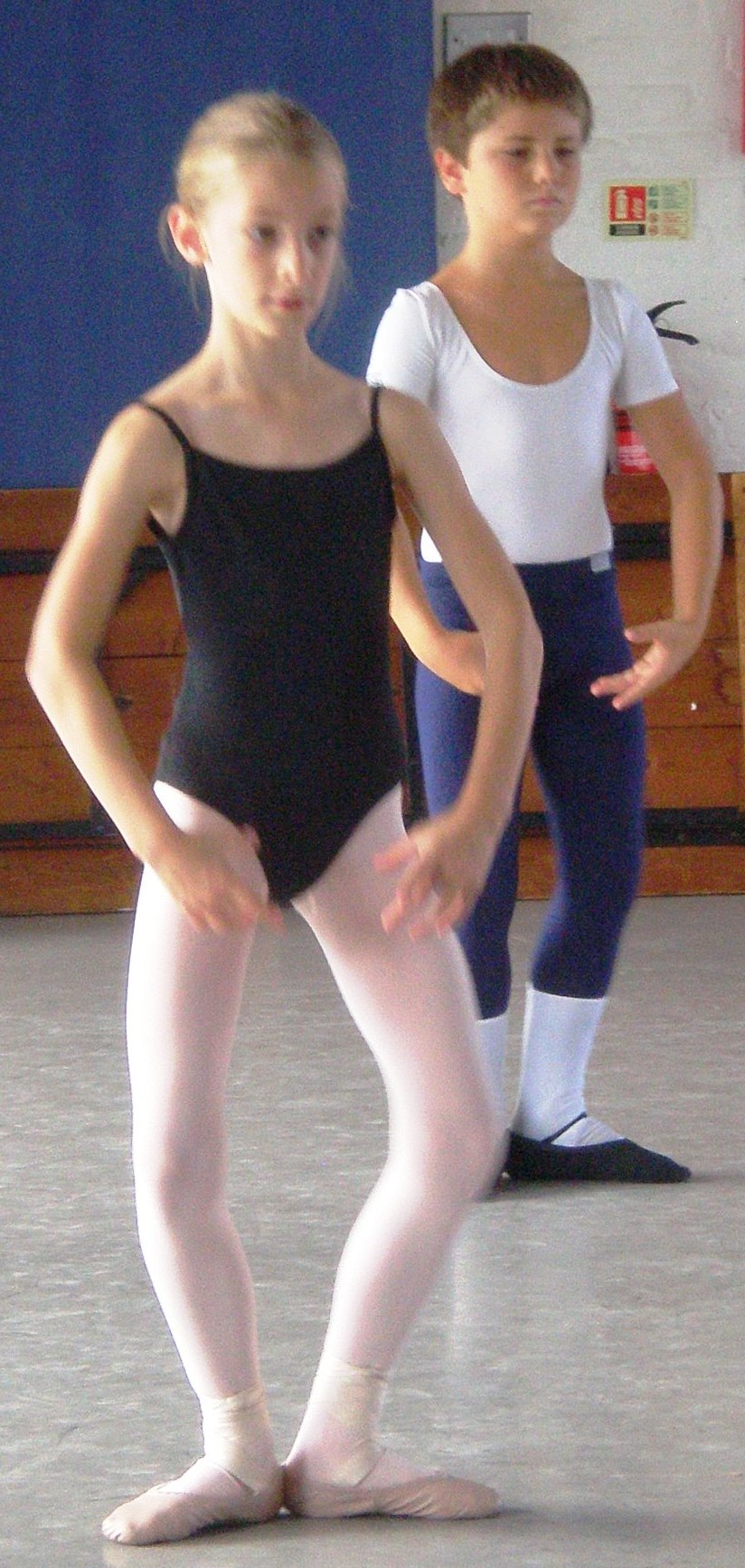
ドゥミ・プリエ

プリエ (仏: plié) は、バレエにおける技法の1つ。両脚、または片脚の膝を曲げていく動作、または曲げられた膝の状態を指す。バレエにおいてすべての動きに関係し、ジャンプや回転などさまざまな動作のプレパラシオンとして重要な技法である。日常のレッスンは、バーでのプリエの練習から入るのが原則とされる。

## 語源と種類
プリエ (plié) は、フランス語で腕や膝などを「曲げる、折る」ことを意味するplierという他動詞の過去分詞形が名詞化した言葉である。バレエにおいては、両脚、または片脚を外旋（アン・ドゥオール）させた状況で膝を曲げていく動作、または曲げられた膝の状態を指す。
プリエには大きく分けてドゥミ・プリエ (仏: demi-plié) とグラン・プリエ (仏: grand plié) の2種類があり、膝を曲げる深さによって区別される。ドゥミ・プリエの「ドゥミ」には「半分」という意味合いがあり、両脚をその付け根から外旋させた状態で立ち、かかとは床面から離さずにアキレス腱を伸ばして膝を曲げる。
対するグラン・プリエは、「大きい」を意味する「グラン」の言葉どおりにドゥミ・プリエの場合よりさらに腰を下げて膝を曲げていくが、しゃがむ体勢とは違って臀部にかかとが接触したり、大腿部とふくらはぎが密着したりしてはいけない。膝を曲げる角度が深くなるにつれて、かかとは床面から離れていく。ただし、2番ポジションからのグラン・プリエのみはかかとは床面から離さずに実行する。
単に「プリエ」というときは、多くの場合両脚の膝をゆっくりと曲げていく動作を指す。片脚での場合、ジュテやシソンヌなど跳ぶパにおいて着地する足はドゥミ・プリエの状態となる。
プリエは日常のバレエレッスンでの最も重要な基本動作である。原則として、バーでのプリエの練習から始めて体を暖め、それからフロアでのレッスンに移る。

## 技法の解説
プリエはバレエにおいてすべての動きに付随し、ジャンプ（跳ぶパ）や回転などさまざまな動作のプレパラシオンとして重要な技法である。とりわけ跳ぶパ（ジュテやシソンヌなど）では跳躍する際のばねの役割とともに着地する際にはその衝撃を和らげる働きを持つ。
バレエレッスンでは、プリエを習得することによってアン・ドゥオールの姿勢を体得するとともに、体幹部を意識することで腹部などの引き締め効果のあるエクササイズ法ともなる。アキレス腱を最大限に伸ばす必要があるために足首の柔軟性が要求され、アキレス腱部分のストレッチ効果ももたらされる。日常のレッスンでは、単に膝を曲げるのではなく、股関節、膝、そして爪先ができるだけ外側（180度）に開いていき、アン・ドゥオールの姿勢を保つことが理想である。
プリエは脚の5つのポジションすべてにおいて実行される。最初はドゥミ・プリエのみを練習し、股関節と膝、爪先が可能な限り同じアン・ドゥオールの方向（外側180度）に向くように注意を払う。ドゥミ・プリエの練習の際は、かかとは床面から離してはならない。どの種類のプリエを行うときでも上体にも意識を向け、むしろ上に引き上げることを意識しながら膝を曲げて下半身の重心を落としていく。膝を曲げるときには腰を曲げたり臀部を突きだしたりせず、いわゆるアプロンの状態を保つ。
ドゥミ・プリエを一歩進めてグラン・プリエを実行するときは、膝を曲げる角度が深くなるにつれてかかとは床面から離れていく（2番ポジションからのグラン・プリエを除く）。グラン・プリエから体勢を戻すときは、膝を伸ばすよりも先にかかとを先に下ろす要領でドゥミ・プリエの姿勢を通っていくように心がける。すべてのプリエを実行する際には、体重が両方の足に平均にかかるようにし、両膝の高さも同じにする。グラン・プリエの際には、左右のかかとを同じ高さにするが、4番ポジションからのグラン・プリエはそれが困難である。
プリエは重要な技法であるが実際の舞台鑑賞上では一見地味な存在であり、表現方法として強調しようとするとかえって美しさを損なう場合さえある。ただし、現代のバレエ作品においてはモーリス・ベジャールの『ロミオとジュリエット』やローラン・プティの『プルースト　失われた時を求めて』、あるいはジョン・ノイマイヤーの諸作品などでバレリーナにあえて深々としたプリエの姿勢を取らせることによって、観客に向けて象徴的な意味を示唆するケースが見られる。